# مامبرايلاس دي لارا
بلدية مامبرايلاس دي لارا (بالإسبانية: Mambrillas de Lara)‏, هي إحدى بلديات مقاطعة برغش, التي تقع في منطقة قشتالة وليون, والتي تقع في شمال غرب إسبانيا.
يبلغ عدد سكانها 74 نسمة وفقاً لإحصائية سنة (2002).

## أعلام
- ميغيل أنخيل البرتغال